# Cauza Nottebohm

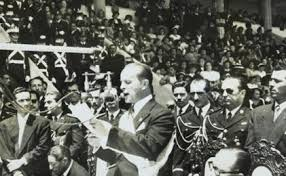
Inaugurarea președintelui Republicii Guatemala Jacobo Árbenz, ale cărui naționalizări au dus la izbucnirea Cauzei Nottebohm.

Cauza Nottebohm (oficial cunoscută drept Cauza Liechtenstein c. Guatemala) este o cauză judecată de Curtea Internațională de Justiție în 1955. În centrul său, cauza a fost legată de dorința Principatului Liechtenstein de a obliga Republica Guatemala de a-i înapoia lui Friedrich Nottebohm, cetățean liechtensteinez ce fuseseră naționalizat. Cauza este însă mult mai cunoscută în privința hotărârii pronunțate de Curte în privința definiției cetățeniei, urmând contraargumentul Guatemalei, ce punea la îndoială calitatea de cetățean a lui Nottebohm. Această hotărâre este adesea citată în problematici legate de cetățenie.
În esență, Curtea a statuat că ține exclusiv de voința Liechtensteinului, ca stat suveran, de a-și alege modul prin care se poate obține cetățenia sa, sau cel prin care se poate acorda aceasta.